# The Bikeriders
The Bikeriders è un film del 2023 scritto e diretto da Jeff Nichols.
Il film è ispirato all'omonimo fotolibro del 1968 del fotografo Danny Lyon, che racconta le vicende del moto club degli Outlaws MC.

## Trama
Ambientato negli anni '60, segue l'ascesa degli Outlaws MC, un club motociclistico di Chicago, il cui nome nel film è modificato in Vandals. Visto attraverso la vita dei suoi membri e delle loro famiglie, il club si evolve nel corso di un decennio da una famiglia surrogata per gli emarginati locali in un violento sindacato del crimine organizzato, minacciando la visione unica e lo stile di vita del fondatore originale.

## Produzione
Le riprese del film sono iniziate a Cincinnati nell'ottobre 2022 e sono terminate nel dicembre dello stesso anno.

## Promozione
Il primo trailer del film è stato diffuso il 6 settembre 2023.

## Distribuzione
Il film è stato presentato al Telluride Film Festival il 31 agosto 2023 e inizialmente doveva essere distribuito nelle sale cinematografiche statunitensi a partire dal 1º dicembre 2023, ma è stato poi rimandato al 21 giugno 2024 dopo il cambio della casa di distribuzione, passando da 20th Century Studios a Focus Features.
In Italia è stato distribuito nelle sale cinematografiche il 19 giugno 2024.

### Divieti
Negli Stati Uniti il film è stato vietato ai minori di 17 anni non accompagnati da adulti per la presenza di "linguaggio scurrile, violenza, sessualità e uso di droghe".

## Accoglienza

### Incassi
Il film ha incassato 21746895 $ in Nordamerica e 14412249 $ nel resto del mondo, per un totale di 36159144 $. In Italia ha incassato 531000 €.

### Critica
Su Rotten Tomatoes 278 critici esprimono un gradimento dell'80%, con un voto medio di 6.9/10;  su Metacritic il voto medio di 53 critici è 70/100.
Carlo Valeri su Sentieri Selvaggi dà al film 3.8 stelle su 5 e scrive che quello di Jeff Nichols è «un excursus che inizia come un rock ‘n roll movie per poi diventare parabola sentimentale sul tempo perduto».